# 森川之雄
森川 之雄（もりかわ ゆきお、1963年7月8日 - ）は、日本・静岡県沼津市出身のヘヴィ・メタルバンド『ANTHEM』のメンバーでボーカリスト。2008年9月からアコGメインのソロライブ＜歌魂＞の展開も始めた。
かつてはハードロックバンド『THE POWERNUDE』のリーダー、ボーカリスト兼ギタリストであった。

## 来歴
- 高校時代にハードロックバンド「JOKER」を結成。
- 1985年 ANTHEM2代目ボーカリストのオーディションで最終選考まで残るもバンドは坂本英三を選択[1]。ALIVEに加入し活動を開始。
- 1987年12月 3代目ボーカリストとしてANTHEMに加入[2]、GYPSY WAYS(1988年)、HUNTING TIME(1989年)、NO SMOKE WITHOUT FIRE(1990年)、DOMESTIC BOOTY(1992年)のアルバムに参加。
- 1992年5月 ANTHEMから脱退表明し、バンドは1度目の解散となる。
- 1993年 清水昭男と新バンド・HOLLYWOODを結成するも音楽性の違いにより、1本の音源と数回のライブをもって解散。
- 1995年 HOLLYWOODのオーディションで出会った岡本啓祐(B)、沢木優(Ds)、後輩であったREZY(G)とともに新バンド「THE POWERNUDE」を結成。
- 1996年5月 DEEP PURPLE Tribute「Who Do They Think We Are?～A Tribute To Deep Purple From Japan」に4曲参加。
- 1998年
  - 9月18日 森川と梶山章が中心となってRAINBOW Tribute「虹を継ぐ覇者」がリリースされ、大阪バナナホール、渋谷ON AIR WESTにてライブを行う。
  - 9月26日 柴田直人プロデュースのCOZY POWELL Tribute「REST IN PEACE～THANKS TO COZY～」に1曲参加。
  - 11月26日 屍忌蛇プロデュースのTribute「STAND PROUD！～ALL FOR HEAVY METAL」に3曲参加。
- 1999年
  - 6月23日 柴田直人プロデュースのTribute「STAND PROUD！Ⅱ」に2曲参加。
  - 6月30日 樋口宗孝プロデュースのRAINBOW Tribute「SUPER ROCK☆SUMMIT～RAINBOW EYES」に2曲参加。
- 2001年
  - 3月 ANTHEMのベスト盤「ANTHEM WAYS」がリリース。
  - 12月 ANTHEMのDVD「ANTHEM,back then」がリリース。
- 2003年3月 梶山章とのユニット・GOLDBRICKを結成。
- 2005年 ANTHEM 20th Anniversary Live Tourにゲストメンバーとして参加。
- 2008年 “歌魂”と称したソロ・アコースティックライブ活動を開始。
- 2010年 ANTHEM 25TH Anniversary Live Tourにゲストメンバーとして参加。
- 2012年 自らのバンド・THE POWERNUDEの楽曲をアコースティックアレンジでカヴァーした歌魂 1st ALBUM『UTA-DAMMASY』をリリース。
- 2014年 2月14日、坂本英三のANTHEM再脱退に伴い、22年振りにANTHEMに復帰。これに伴い『THE POWERNUDE』は無期限活動停止。

## 主な使用機材
ギター
- Navigator Les Paul Custom
- Navigator Les Paul Standard 他

アンプ
- Peavey Classic 100

## ディスコグラフィー

### ANTHEM
アルバム
- GYPSY WAYS（1988年）
- HUNTING TIME（1989年）
- NO SMOKE WITHOUT FIRE（1990年）
- DOMESTIC BOOTY（1992年）
- LAST ANTHEM（1992年）※ライブ盤
- ABSOLUTE WORLD（2014年）
- TRIMETALLIC（2015年）※ライブ盤
- ENGRAVED（2017年）
- NUCLEUS（2019年）※再レコーディング・ベスト
- CRIMSON & JET BLACK（2023年）

その他ベスト盤
映像作品
- BLAZING FAITH〜revisited（2015年）
- 30+（2016年）
- ATTITUDE 2017 -Live and documents-（2018年）
- 柴田直人 生誕60周年記念 METAL MAN RISING（2018年）
- ANTHEM / SABBRABELLS HEADSTRONG FES.18（2018年）

### HOLLYWOOD
- FIRST STRIKE!（1993年）

### THE POWERNUDE
- ENERGY BOOSTER（1997年）
- POWERBOMB（1997年）
- Oi!Oi!Oi!（1998年）
- 《4P》（1999年）
- CHARGE（2001年）
- ROCK'N'ROLL RIDE（2002年）
- MISSION:SMASH（2002年）
- ELECTRIC SOUL（2003年）
- THE BEST OF THE POWERNUDE（2004年）※ベスト盤
- EXTREME CARNIVAL（2008年）
- PRIMAL†SCREAMER（2009年）

### GOLDBRICK
- GOLDBRICK（2003年）
- LIVE! ～GROOVY NIGHTS 2003～（2003年）※ライブ盤
- GOLDBRICKⅡ（2004年）
- MAX BODY GROOVE ～GOLDBRICK LIVE 2005（2005年）※DVD作品

### 森川之雄 歌魂 with ZIN
- UTA-DAMMASY（2012年）

### 参加トリビュート作品
- Who Do They Think We Are～A Tribute To Deep Purple From Japan（1996年）
- 虹を継ぐ覇者（1998年）
- STAND PROUD! ～ALL FOR HEAVYMETAL（1998年）
- STAND PROUD!Ⅱ（1999年）
- SUPER ROCK☆SUMMIT ～RAINBOW EYES（1999年）

## 関連
- THE POWERNUDE
- 沢木優
- 若井望
- ANTHEM
- 柴田直人
- 坂本英三
- 清水昭男
- 本間大嗣
- 福田洋也
- 中間英明
- 大内貴雅
- ゴールドブリック
- 梶山章